# Ishikawa-præfekturet
Ishikawa-præfekturet (石川県 Ishikawa-ken)) er et præfektur i Japan. 
Præfekturet ligger i regionen Chūbu på Japans hovedø Honshu. Det har et areal på 4.185 km2
og der er 1.132.497 (2020) indbyggere. Hovedstaden i præfekturet er Kanazama. 

## Historie
Ishikawa-præfekturet stammer oprindelig fra de tidligere provinser Kaga og den mindre Noto. Disse to provinser fusionerede i 1872 for at danne præfekturet.

## Geografi
Ishikawa-præfekturet ligger ved kysten af det Japanske Hav. Den nordlige del af præfekturet består af den smalle halvø Noto. Den sydlige del er mere bjergrig. Øerne Notojima, Mitsukejima og Hegurajima tilhører også præfekturet. Ishikawa grænser præfekterne Fukui, Toyama og Gifu.
Den 1. april 2012 blev 13% af det samlede areal af præfekturet udpeget som nationalpark, nemlig Nationalpark Hakusan, kvasi-naturalpark Echizen-Kaga Kaigan, kvasi-naturalpark Noto Hantō og fem præfekturalske nationalparker.
Den administrative opdeling er som følger:
Uafhængige byer (市 shi)
Der er elleve byer i præfekturet Ishikawa:
- Hakui
- Hakusan
- Kaga
- Kahoku
- Kanazawa (hovedstad)
- Komatsu
- Nanao
- Nonoichi
- Nomi
- Suzu
- Wajima

Kommuner
Ishikawas kommuner, klassificeret efter distrikt (郡 gun):
| Distrikt | Kommune                |
| -------- | ---------------------- |
| Hakui    | Hodatsushimizu - Shika |
| Hōsu     | Anamizu - Noto         |
| Ishikawa | Nonoichi               |
| Kahoku   | Tsubata - Uchinada     |
| Kashima  | Nakanoto               |
| Nomi     | Kawakita               |

## Økonomi
Ishikawas industri domineres af tekstilindustrien, især kunstige stoffer og maskinindustrien, især byggemaskiner.

## Demografi
Ishikawa har et areal på 4186,05 km² og der er 1.147.447 indbyggere der bor i 461.118 husstande (1. oktober 2017).

## Kultur
Området er kendt for kunst og kunsthåndværk og andre kulturelle traditioner:

Noh blev introduceret til området under reglen af den femte Maeda Lord Tsunanori og blev raffineret til Kaga hoshos stil.

Teceremonien blev introduceret i 1666, da Maeda Toshitsune inviterede Senbiki Soshitsu fra Urasenke til Kanazawa.

Kutani yaki er en lystfarvet glasur som kinesisk porcelæn.

Ōhi yaki er en pottemagerkunst med en stil unik til Kanazawa.

Kaga yūzen er lavet med kompliceret silketrykteknik med et forsætligt groft udseende (wabi-sabi).

Kanazawa shikki er lakvare af høj kvalitet, traditionelt dekoreret med guldstøv.

Gojinjo Daiko er en japansk tromme, en kulturarv af Wajima (siden 1961) samt en immateriel kulturarv fra Ishikawa-præfekturet (siden 1963).

Abara-festivalen i juli er kendt for de mest 'voldsomme' festivaler i Noto, Ishikawa.

## Turisme
Det mest populære turistmål i Ishikawa er Kanazawa. Turister kan komme til Ishikawa med fly via enten Komatsu eller Noto lufthavne. Populære websteder omfatter:

1000 rismarker i Wajima

Det 21. århundredes Museum for Moderne Kunst, Kanazawa

Higashi-chaya distriktet i Kanazawa

Varme kilder og templer i Kaga

Ishikawa-præfekturs kunstmuseum

Kenroku-en have og Kanazawa slot, Kanazawa

Haku-san, en sovende vulkan i Nationalpark Hakusan, beliggende på grænserne af præfekturer Gifu og Ishikawa

## Præfektursymboler
Fritillaria camschatcensis (træ)

Kongeørn (fugl)

Hønsebenstræ (blomst)

## Galleri
- Kanazawa slot
- Kenroku-en have
- Shirayone senmaida (1000 risfelder), Wajima
- Ko-Kutani, Edo-perioden, 17. århundrede